# American VI: Ain't No Grave
American VI: Ain't No Grave postumni je album Johnnyja Casha. Objavljen je u izdanju American Recordingsa i Lost Highway Recordsa 23. veljače 2010., tri dana prije 78. obljetnice Cashova rođenja. Glazba s albuma snimljena je tijekom snimanja prethodnog albuma iz tzv. American serije, American V: A Hundred Highways.
Konceptualno, American VI nastavlja se na tradiciju suradnje između Casha i producenta Ricka Rubina, pa se album sastoji od niza obrada pjesama drugih glazbenika, uglavnom prethodno objavljenih. Osim toga, na albumu se nalazi i posljednja Cashova autorska pjesma, "I Corinthians 15:55". Na njegovoj produkciji radili su mnogi glazbenici koji su surađivali i na ostalim albumima iz serije.
Kritički prijem bio je uglavnom pozitivan uz pohvale Cashu za snimanje još jedne solidne kolekcije pjesama netom prije svoje smrti. Ipak, mnogi su kritičari prigovorili zbog nešto slabijeg odabira pjesama u odnosu na prijašnja izdanja.

## Povijest
Ain't No Grave je šesti i posljednji album iz serije albuma koje je Cash od 1994. do 2003. snimao s producentom Rickom Rubinom za njegovu etiketu American Recordings. Službeno je najavljen 13. siječnja 2010. na službenoj Cashovoj stranici. Rubinov je glasnogovornik izjavio kako je za službeni datum početka distribucije odabran 26. veljače 2010., što je 78. obljetnica Cashova rođenja.
Cash je snimao American VI od 2002. sve do svoje smrti 12. rujna 2003. Nastavio je raditi i nakon smrti svoje supruge June Carter u svibnju 2003. Rubin je izjavio kako je Cash rekao da mu je "album jedini razlog za život" te da je to bila "jedina stvar koja ga je tjerala naprijed".

## Koncept i teme
Koncept albuma sličan je prethodnim izdanjima iz American serije. Sastoji se uglavnom od obrada pjesama koje je odabrao Rubin, posebno prilagođenih Cashovu narušenom zdravlju, s asketskim aranžmanima koji ističu Cashov vokal. Kako je to bio posljednji Cashov album i kako je i sami Cash umirao od komplikacija uzrokovanih Parkinsonovom bolešću, teme pjesama iznimno su duhovne i elegične, uglavnom govore o smrti i kraju putovanja, ali su prožete optimističnim tonom ponovnog susreta. Tako naslovna "Ain't No Grave" izražava duboku vjeru u spasenje, dok ostatkom albuma dominiraju teme ispunjenog života, iskupljenja i pomirenosti.
Žanrovski, pjesme svoje korijene vuku iz americane, folka, countryja i gospela. To su uglavnom obrade Cashovih prijatelja i suradnika, ali i zapadnjačkih klasika. Kao što je to bio slučaj s mnogim obradama s prethodnih pet albuma, mnoge od njih u Cashovoj interpretaciji poprimaju drugo značenje. "For The Good Times", balada Krisa Kristoffersona o prekidu ljubavne veze, u Cashovoj verziji je oproštaj od ovozemaljskog života, dok je tradicionalna havajska pjesma "Aloha Oe" Cashov simbolični pozdrav materijalnom svijetu i trenutačni rastanak do ponovnog susreta.

## Produkcija
Cash i Rubin mnoge su pjesme snimili između dovršetka American IV: The Man Comes Around 2002. pa sve do 12. rujna 2003., dana kad je Cash umro. Većina njih završila je na petom izdanju iz 2006., American V: A Hundred Highways, a one koje nisu uvrštene na taj album nalaze se na posljednjem albumu iz serije.
Na snimanju su sudjelovali mnogi glazbenici koji su surađivali i na prethodnim albumima iz serije. Snimatelj albuma bio je Cashov dugogodišnji tehničar, David "Fergie" Ferguson, a sam je album, kao i njegov prethodnik, snimljen u Cash Cabin Studiu u Hendersonu u Tennesseeju te u Akadamie Mathematique of Philosophical Sound Research u Los Angelesu. Gitaristu Mikeu Campbellu i klavijaturistu Benmontu Tenchu, koji su svirali na svim albumima iz serije osim prvog, u studiju su se pridružili Matt Sweeney i Jonny Polonsky, te Smokey Hormel. U pjesmi "Ain't No Grave" kao gosti su se pojavili Scott i Seth Avett iz The Avett Brothersa.

## Recenzije
Kritički su osvrti bili iznimno pozitivni, iako ne toliko kao za prethodne albume iz American serije. Prema podacima s Metacritica od 2. ožujka 2010., od 11 prikupljenih recenzija, 81 posto bilo ih je pozitivno.
Thom Jurek s Allmusica u svojoj je recenziji napisao kako je album "elegičan i iznimno duhovan, formalni oproštaj bez žaljenja od čovjeka i umjetnika gotovo mitskih proporcija": "Ako postoji imalo pravde, Ain't No Grave bio bi posljednji album objavljen pod Cashovim imenom. Ne samo da je to zadovoljavajući doprinos njegovoj ostavštini, nego i izdanje koje zaključuje povijesnu American Recordings seriju žigom kvalitete kojom je i započela. Andrew Perry iz Daily Telegrapha album je nazvao remek-djelom: "Ovih 10 neobjavljenih pjesama je [...] prelijepo aranžirano, smisleno otpjevano te su ošamujuće snažne. Od naslovne pjesme koja se odupire smrti, do trijumfalne zvonke oproštajne pjesme, 'Aloha Oe', American VI je svakim djelićem Cashovo posljednje, životno remek-djelo."
Chris Willman iz Entertainment Weeklyja ocijenio je kako je izbor pjesama bio točno pogođen: "Producent Rick Rubin stvarno je ostavio najbolje za kraj. Na American VI: Ain't No Grave nema folk-alt-rock karaoke selekcija s prethodnih American diskova, samo 10 u potpunosti prikladnih brojeva koji govore o situaciji Johnnyja Casha i njegovu uživanju i u životu i smrti."
Steve Leftridge s PopMattersa zaključio je kako album prikladno zaključuje šestodijelnu cjelinu započetu 1994. "Rubin je najavio kako će Ain’t No Grave biti posljednji od ovih albuma, i to je dobra stvar. Vrijeme je da ih se ostavi na miru kao blago koje se ne smije blatiti slabijim materijalom. Ain’t No Grave osnažuje cjelokupnu seriju."

## Popis pjesama
| 1.    | »Ain’t No Grave«                       | Narodna                     | 2:53 |
| 2.    | »Redemption Day«                       | Sheryl Crow                 | 4:22 |
| 3.    | »For The Good Times«                   | Kris Kristofferson          | 3:22 |
| 4.    | »I Corinthians 15:55«                  | Johnny Cash                 | 3:38 |
| 5.    | »Where I’m Bound«                      | Tom Paxton                  | 3:26 |
| 6.    | »Satisfied Mind«                       | J.H. Red Hayes, Jack Rhodes | 2:48 |
| 7.    | »It Don’t Hurt Anymore«                | Don Robertson, Jack Rollins | 2:45 |
| 8.    | »Cool Water«                           | Bob Nolan                   | 2:53 |
| 9.    | »Last Night I Had the Strangest Dream« | Ed McCurdy                  | 3:14 |
| 10.   | »Aloha Oe«                             | Queen Lili'uokalani         | 3:00 |
| 32:21 |                                        |                             |      |

## Osoblje

### Glazbenici
- Johnny Cash - vokali, gitara
- Mike Campbell - gitara
- Smokey Hormel - gitara
- Matt Sweeney - gitara
- Benmont Tench - klavir, čembalo, orgulje
- Jonny Polonsky - gitara
- Scott Avett - bendžo na "Ain’t No Grave"
- Seth Avett - koraci na "Ain’t No Grave"

### Produkcija
- Rick Rubin - producent
- John Carter Cash - pomoćni producent
- David Ferguson - snimatelj
- Greg Fidelman - dodatno snimanje
- Jimmy Tittle, Paul Fig, Dan Leffler - pomoćni tehničari
- David Ferguson, Greg Fidelman - mikseri
- David Ferguson i Ryan Hewitt - mikseri na "Ain’t No Grave"
- Phillip Broussard - miks montaža
- Snimano u Cash Cabin Studiu u Hendersonville u Tennesseju i Akadamie Mathematique Of Philosophical Sound Research u Los Angelesu
- Miksano u Akademie Mathematique Of Philosophical Sound Research u Los Angelesu
- Mastering - Stephen Marcussen u Marcussen Masteringu u Hollywoodu

## Top liste
| Top liste (2010.)   | Najviša pozicija |
| ------------------- | ---------------- |
| Australija          | 22               |
| Austrija            | 1                |
| Belgija (Flandrija) | 14               |
| Belgija (Valonija)  | 35               |
| Danska              | 2                |
| Finska              | 11               |
| Francuska           | 59               |
| Nizozemska          | 2                |
| Norveška            | 3                |
| Novi Zeland         | 12               |
| Španjolska          | 33               |
| Švedska             | 5                |
| Švicarska           | 10               |

## Vanjske poveznice
- Informacije o albumu  Arhivirana inačica izvorne stranice od 17. siječnja 2010. (Wayback Machine)